# Stephen Segrave, 3. Baron Segrave
Stephen Segrave, 3. Baron Segrave (auch Stephen de Segrave oder Seagrave) (* nach 1270; † zwischen 4. Oktober 1325 und 12. Dezember 1325) war ein englischer Adliger.

## Herkunft und Dienst für den Earl of Lancaster
Stephen Segrave war der älteste Sohn von John Seagrave, 2. Baron Seagrave und dessen Frau Christine de Plessis, die er 1270 geheiratet hatte. 1307 wurde Segrave zum Ritter geschlagen, und bis 1322 nahm er an mehreren Feldzügen während des Ersten Schottischen Unabhängigkeitskriegs teil. Die Familie gehörte zu den engen Gefolgsleuten von Thomas of Lancaster, 2. Earl of Lancaster, und auch Segrave trat in den Dienst des mächtigen Magnaten. Lancaster belohnte seine Dienste mit einer Zahlung von jährlich 100 Mark, dazu gab er ihm Ländereien in Lincolnshire und Derbyshire als Lehen. Im März 1308 erreichte sein Lehnsherr, der Earl of Lancaster, dass ihm die Krone eine für mehrere Vergehen verhängte Strafe von 100 Mark erließ. Bis 1322 nahm Segrave an mehreren Feldzügen nach Schottland teil, darunter 1319 im Gefolge Lancasters an der vergeblichen Belagerung von Berwick. Während des Despenser War nahm er im Juni 1321 an dem Treffen in Sherburn teil, bei dem Lancaster versuchte, die Unterstützung der nordenglischen Barone für die Rebellion der Marcher Lords zu gewinnen. Segrave beteiligte sich jedoch nicht an der Rebellion und verließ Lancaster.

## Dienst als Constable of the Tower
Im März 1322 wurde die Rebellion Lancasters von König Eduard II. niedergeschlagen. Lancaster wurde als Rebell hingerichtet. Segrave dagegen diente dem König im Februar 1323 als Constable of the Tower. Am Abend des 1. Augusts 1323 konnte der im Tower inhaftierte Rebell Roger Mortimer of Wigmore mit Hilfe von Gerard d’Ailspaye, dem Stellvertreter von Segrave, aus dem Tower entkommen. Segrave und die anderen Wachen hatte sich anlässlich des Festes St. Peter ad Vincula, des Patronatsfestes der im Tower gelegenen Kirche St. Peter ad Vincula betrunken. Daraufhin wurde Segrave wenig später als Constable durch Walter de Stapledon, Bischof von Exeter und königlicher Treasurer, abgelöst.

## Erbe und Familie
Nach dem Tod seines Vaters 1325 erbte Segrave dessen umfangreiche Besitzungen und den Titel Baron Segrave, starb aber bereits selbst nur wenige Monate später. Er wurde wie sein Vater in Chalcombe Priory beigesetzt.
Segrave hatte Alice FitzAlan, eine Tochter von Richard FitzAlan, 8. Earl of Arundel und von dessen Frau Alasia di Saluzzo geheiratet. Sein Erbe wurde sein Sohn John Segrave, 4. Baron Segrave (1315–1353).